# Sándor Páll
Sándor Páll (serbisch Шандор Пал Šandor Pal; * 15. Februar 1954 in Bačko Petrovo Selo, Vojvodina, Jugoslawien; † 7. Juli 2010) war ein serbischer Literaturwissenschaftler, Übersetzer und Politiker mit ungarischer Muttersprache.

## Leben
Er studierte Südslawische Literatur an der Universität Novi Sad, wo er 1988 promovierte. Seit 2004 war er Professor in der Abteilung für Serbische Sprache an der Philosophischen Fakultät der Universität Novi Sad. Seine thematischen Schwerpunkte waren die literarischen und kulturellen jugoslawisch-ungarischen Beziehungen im 18. und 19. Jahrhundert sowie die Probleme des Übersetzens.
Er war Vorsitzender der Vajdasági Magyarok Demokratikus Közössége / Demokratska zajednica vojvođanskih Mađara (Demokratische Vereinigung der Ungarn der Vojvodina), einer Partei, die gemeinsam mit anderen Parteien als Parteienbündnis Magyar Koalíció an Wahlen teilnahm.

## Werke
- Mađarski pogled na Balkan. Južnoslovenske teme i ličnosti u mađarskim listovima, časopisima i beletrističkim knjigama, 1780-1825 (Der ungarische Blick auf den Balkan. Südslawische Themen und Persönlichkeiten in ungarischen Zeitungen, Zeitschriften und belletristischen Büchern 1780–1825), 2008 (ISBN 978-86-87741-01-0)